# Rabaulichthys
Rabaulichthys är ett släkte av fiskar. Rabaulichthys ingår i familjen havsabborrfiskar.
Kladogram enligt Catalogue of Life:
| Rabaulichthys | \| \| Rabaulichthys altipinnis \| \| \| \| \| \| Rabaulichthys stigmaticus \| \| \| \| \| \| Rabaulichthys suzukii \| \| \| \| |
|               | \| \| Rabaulichthys altipinnis \| \| \| \| \| \| Rabaulichthys stigmaticus \| \| \| \| \| \| Rabaulichthys suzukii \| \| \| \| |
|               | Rabaulichthys altipinnis |
|               | |
|               | Rabaulichthys stigmaticus |
|               | |
|               | Rabaulichthys suzukii |
|               | |